# La vallée des tortues
La vallée des tortues, créée par Françoise Malirach, située à Sorède dans les Pyrénées-Orientales, est un parc animalier entièrement consacré à cet animal. Elle présente plus de 500 tortues, d'une trentaine d'espèces différentes sur un terrain de deux hectares.

## Historique
La création du parc animalier La vallée des tortues tire son origine et son inspiration des découvertes au XIXe siècle dans les Pyrénées-Orientales de fossiles de tortues géantes et de nombreuses autres espèces de tortues,. Les tortues étaient donc présentes dans la région il y a 250 millions d'années. La création du parc animalier La vallée des tortues tire aussi son origine de la présence des tortues dans l'art en Catalogne : de nombreux vestiges sont présents sur plusieurs monuments des pays catalans de Perpignan à Barcelone. 
Les tortues vivantes font toujours partie de la faune sauvage locale des pays catalans. Elles vivent au pied des massifs comme celui des Albères, au parc animalier de la vallée des tortues, au centre de reproduction de Garriguella en Catalogne. Elles font l'objet de plans de protection, d'élevage, de préservation, de restauration. On retrouve encore aujourd'hui dans beaucoup de jardins : l'hermann (testudo hermanni), l'émyde lépreuse et la cistude d'Europe, espèces endémiques des pays catalans. Intéressée par le mémoire cité, les symboles, les représentations de tortues, le vivant et les plans de sauvegarde en Catalogne, Françoise Malirach fonde, seule, la vallée des tortues qui ouvre ses portes le 29 avril 2000 au sein de la vallée de la Fargue dite Vallée Heureuse. La même année se tient à Sorède une première réunion du comité scientifique composée principalement de Guy Naulleau, fondateur du zoo de Chizé, Marc Cheylan, Claude Guenot, chercheur au CNRS, et Roger Bour, du Muséum d'Histoire naturelle, encourageant la création de la vallée des tortues. 
Le parc animalier de la vallée des tortues recueille plus de 30 espèces de tortues, 500 spécimens, et comprend une partie zoologique et une partie botanique avec des aires de jeux, des aires de détentes et des espaces de pique-nique. Le parc animalier de la vallée des tortues à Sorède a accueilli plus d'un demi-million de visiteurs depuis sa création. De nombreux reportages télévisés ont été tournés sur le site (TV3, TF1, Fr3, D8).
Le parc animalier de la vallée des tortues s'est donné trois objectifs : 
- la préservation : protéger les tortues dont de nombreuses espèces sont aujourd'hui menacées par l'Homme. Exemple de menace : Histoire des tortues de la Réunion
- l'éducation : informer les visiteurs et les scolaires sur le mode de vie des tortues et le respect de ces animaux méconnus
- le loisir : permettre aux visiteurs de profiter de la vallée de la Fargue (Vallée Heureuse) à travers plusieurs activités ludiques et enrichissantes

## Espèces présentées dans le parc

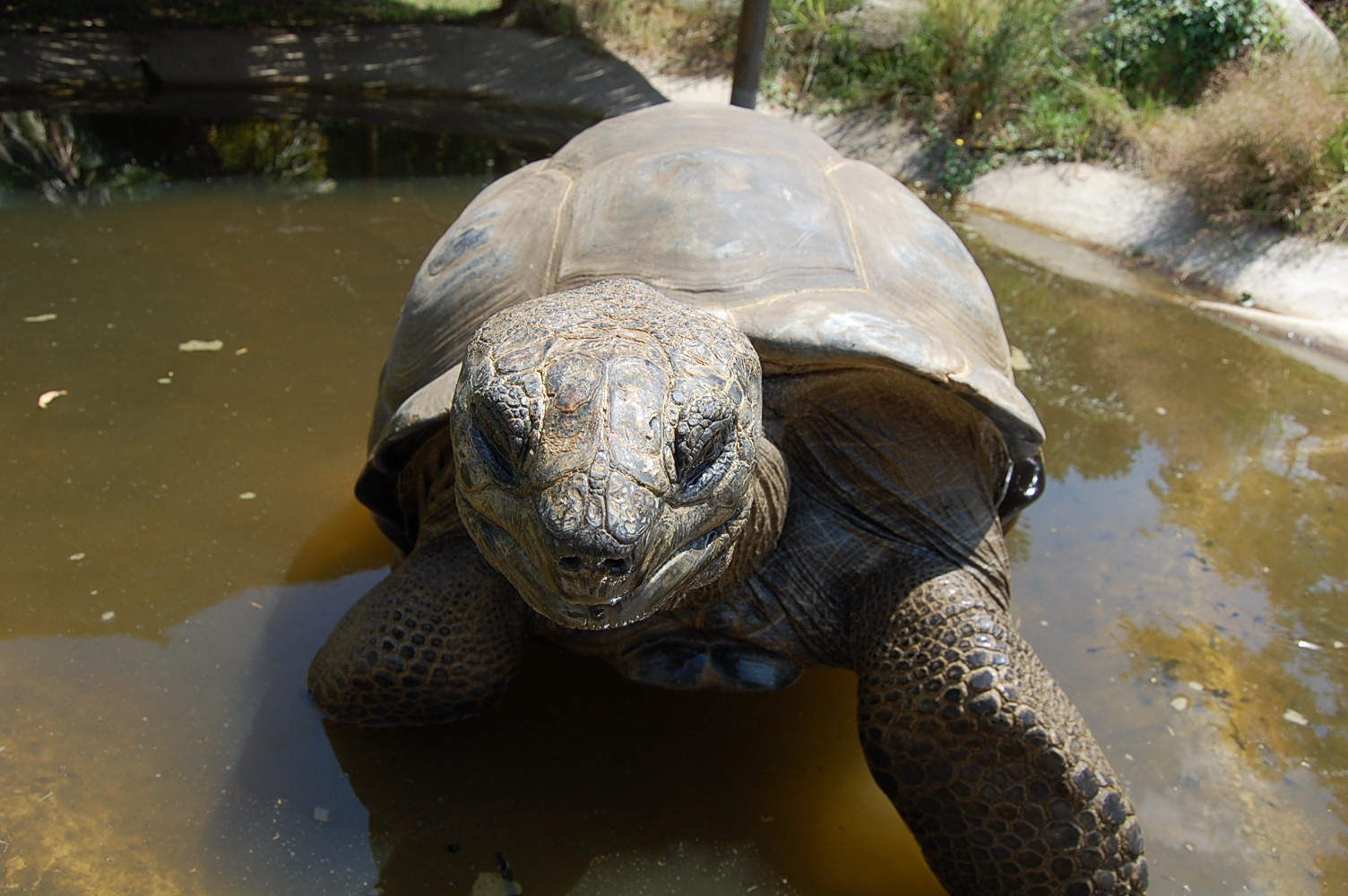
Bouffy, la tortue géante des Seychelles de la vallée des tortues

- Cistude d'Europe (Emys orbicularis) [6]
- Graptemys (Graptemys pseudogeographica) [7]
- Matamata (Chelus fimbriatus) [8]

- Tortue alligator (Macroclemys temminckii)
- Tortue à tête jaune (Indotestudo elongata)
- Tortue Boettgeri (Testudo boettgeri)[9]
- Tortue boîte (Terrapene carolina sp, Terapene ornata)
- Tortue boîte asiatique (Cuora amboinenis)
- Tortue bordée ou tortue marginée (Testudo marginata) [10]
- Tortue charbonnière (Chelonoidis carbonaria)
- Tortue de Floride (Trachemys scripta) [11]
- Tortue funèbre (Rhinoclemmys funerea)
- Tortue géante des Seychelles ou tortue d'Aldabra (Dipsochelys elephantina)
- Tortue géante à éperon ou Manouria (Manouria emys)
- Tortue grecque (Testudo graeca) [12],[13]
- Tortue hargneuse ou tortue serpentine ou chélydre (Chelydra serpentina)
- Tortue d'Hermann (Testudo hermanni) [14],[9],[15]
- Tortue léopard ou tortue africaine (Stigmochelys pardalis)
- Tortue lépreuse (Mauremys leprosa)
- Tortue naine du Péloponnèse (Testudo weissingeri)
- Tortue rayonnée de Madagascar, la plus belle tortue du monde (Astrochelys radiata) [16]
- Tortue des steppes (Agrionemys horsfieldi) [17]
- Tortue Sulcata ou tortue sillonnée (Centrochelys sulcata) [18]
- Trionys (Apalone ferox et spinifera) [19]

### Spécimens remarquables
Bouffy

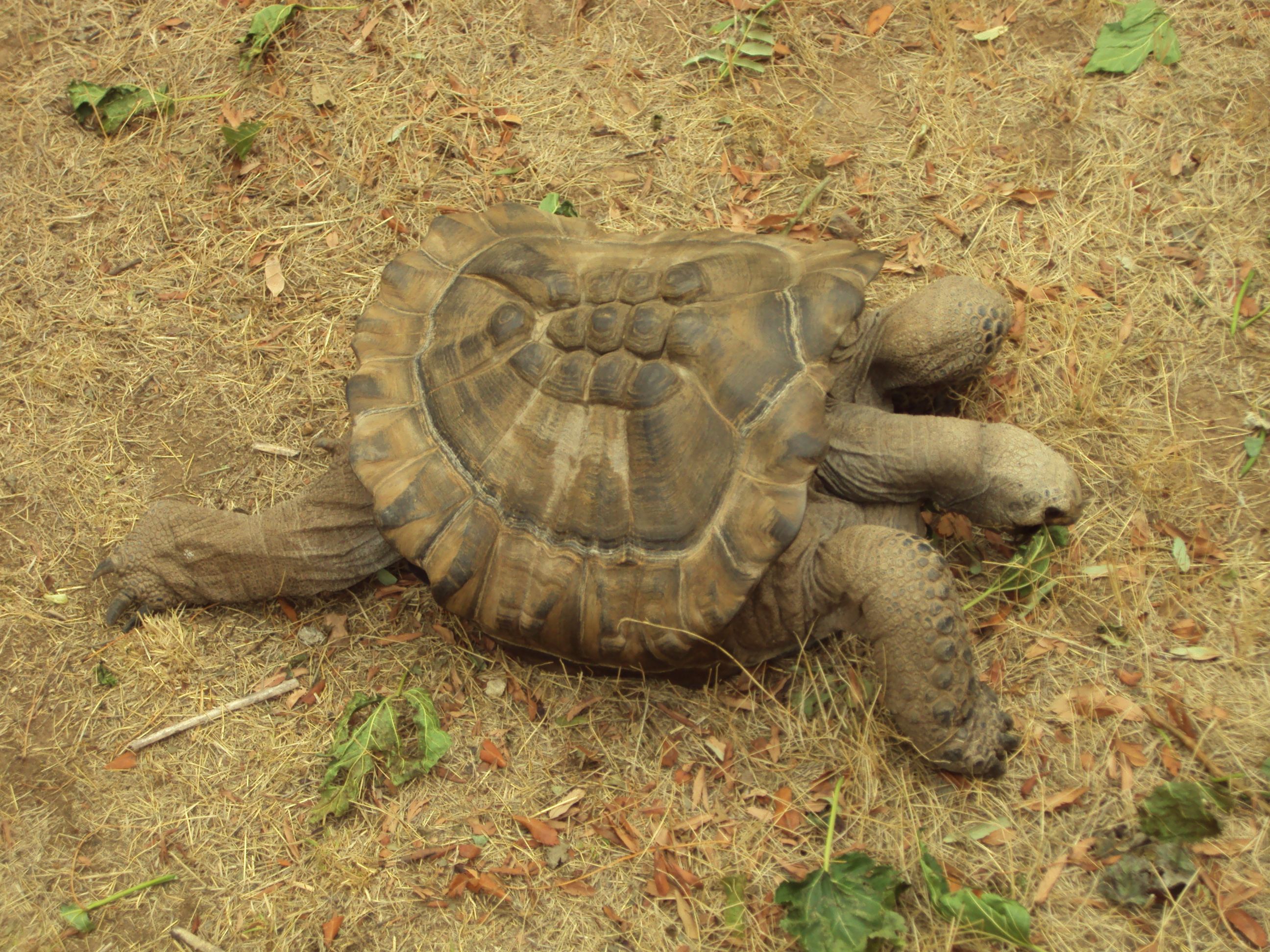
Sophie, tortue géante des Seychelles dont la carapace s'est déformée après 23 ans passés dans un appartement parisien.

Bouffy, Tortue géante des Seychelles de 193 kilos, est l'égérie de la vallée des tortues depuis l'ouverture du parc. Ses ancêtres, nés à l'époque du Pliocène, vivaient au Serrat d'En Vaquer au Sud de Perpignan et se déplaçaient en communauté dans le département des Pyrénées Orientales. On retrouve aujourd'hui ce type de tortues principalement sur l'atoll des Seychelles. 
Sophie
Géante des Seychelles, Sophie est originaire de l'île d'Aldabra mais a passé les premières années de sa vie dans un appartement parisien. Elle est alors victime de séquelles physiques irrémédiables dues à son alimentation principalement composée de restes des repas de ses propriétaires, sa carapace s'écrase et les muscles de ses pattes s'atrophient. Quand elle arrive au parc en 2006, elle n'est plus capable de marcher. À la suite d'une réadaptation, elle arrive maintenant à se déplacer mais sa carapace ne retrouvera jamais une forme bombée.
Caline
Autre femelle de tortue géante, elle est un des plus grands espoirs du parc pour la reproduction de cette espèce en captivité. En effet, Dipsochelys elephantina est une espèce qui ne s'est jamais reproduite en Europe, seul un cas de reproduction en captivité a été recensé. En 2014, cette femelle a pondu 3 fois à quelques mois d'intervalle. Ce serait une première et bien sûr un espoir important pour la pérennisation de l'espèce.
Hope
Une tortue Boettger albinos est née en 2015 sur le site. Cette particularité génétique ne touche qu'une tortue sur un million. Elle a été baptisée Hope.

## La route des tortues en Catalogne
Sur la route transfrontalière catalane, de Perpignan à Barcelone, la tortue est présente en peinture, sculpture, paléontologie, et vivante dans la nature. À la fin du XIXe siècle lors de l'édification du Fort du Serrat d'en Vaquer, les découvertes paléontologiques de Perpignan se multiplient. Ce gisement est le plus important par le nombre et la nouveauté de ses fossiles. En 2001, la rénovation du parc des sports du Moulin-à-vent à Perpignan a permis la mise au jour d’un nouveau fossile de tortue géante. Ce nouveau fossile se trouve au Muséum d'histoire naturelle de Perpignan.
Le Muséum d'histoire naturelle de Perpignan présente le moulage d'une carapace de tortue géante découverte lors des fouilles sur le site de Serrat d'en Vaquer dont l'original a été offert au Muséum national d'histoire naturelle de Paris . La tortue de Perpignan (Testudo perpiniana) est l'un des fossiles remarquables de la faune ruscinienne riche de près d'une centaine d'espèces, datée du Pliocène moyen,. Aujourd'hui, des tortues semblables vivent à Sorède à la vallée des tortues. Elles s'accouplent et pondent en extérieur sur le site de la vallée des tortues. Une quinzaine d'œufs de tortue géante sont actuellement en incubation. Leur éventuelle éclosion prévue pour juin 2014 constituerait une première mondiale concernant la reproduction de cette espèce en captivité.
L'Emyde lépreuse (Mauremys leprosa) est une tortue d'eau douce présente à l'état sauvage pour la France uniquement  dans les Pyrénées Orientales dans les ruisseaux comme la Baillaury des environs de Banyuls-sur-Mer, au parc animalier de la vallée des tortues, ainsi qu'au Centre de reproduction de tortues de l'Albère du Paratge Natural d'Interès Nacional de l'Albere  en Catalogne. L'Emyde lépreuse fait partie d'un plan national d'actions, groupe Ornithologique du Roussillon .
De nombreuses représentations symboliques de la tortue se retrouvent tout au long de cette route des Tortues en Catalogne. L'une des colonnes du cloître de Saint-Génis-des-Fontaines abrite une sculpture représentant la faune régionale à travers un rat, un hibou et une tortue. La tortue renvoie ici à la sécurité du cloître et à la force tranquille chère aux moines. Dans les Pyrénées Orientales, elle se trouve aussi au fond du bénitier de l'église d'Arles-sur-Tech ou soutenant l'obélisque de Port-Vendres où elle fait office d'animal cosmophore. Dans de nombreux mythes, le plastron de la tortue évoque la Terre et sa carapace la voûte céleste. Une autre croyance veut qu'elle soit désignée pour porter la Terre sur son dos, expliquant nos tremblements de terre par ses mouvements  et son rapport vers la région des enfers. Le peintre Henri Matisse (1869-1954) a vécu et peint à Collioure dans les Pyrénées-Orientales périodiquement entre 1905 et 1914. Il a peint les Baigneuses à la tortue (collection Mr et Mrs Joseph Pultiser Jr., Saint Louis Art Museum, États-Unis).
La tortue est également présente sur la Plaza Independencia à Gérone, datant de 1945. Deux tortues, une tortue de mer et une tortue de terre, soutiennent à Barcelone les tours de la Nativité en façade de la Sagrada Família, et les tortues sont présentes sur le toit de la Casa Batlló. Les peintures de tortues de la Fondation Joan-Miró de Barcelone, au musée Dali de Figueras, à la Maison Musée Salvador Dali et gala Cadaques Portlligat : salon, cheminée, tortue, tapis, tir à l'arc, défense, dent. À Cadaques, les habitants nomment les rochers du cap Creus selon leur ressemblance avec des animaux comme le rocher de l'aigle, du chameau ou de la tortue. Ce cap de Catalogne Sud fait partie de la réserve naturelle du cap Creus qui comprend une partie terrestre où l'on trouve la tortue d'Hermann et une partie maritime où on peut apercevoir de temps à autre une tortue marine, la tortue verte (Chelonia mydas) parfois prise dans les filets, tout comme dans les Pyrénées-Orientales dans la réserve marine de Cerbère et Banyuls-sur-Mer.